# Providencia (álbum)
Providencia (El fuego del inicio, el fuego del principio, el fuego del origen, el fuego primigenio) es el sexto álbum de estudio del grupo de rock mexicano La Barranca. Esta placa representa el regreso a la alineación original.
El primer sencillo de lanzamiento del álbum fue LA EXPEDICIOИ (para Ricardo Ochoa).

## Lista de canciones
Todas las canciones escritas y compuestas por José Manuel Aguilera. 
| N.º | Título                                           | Duración |  |
| 1.  | «Providencia»                                    | 3:19     |  |
| 2.  | «La expedición»                                  | 3:15     |  |
| 3.  | «Nueva vida»                                     | 4:01     |  |
| 4.  | «Gracia plena»                                   | 3:58     |  |
| 5.  | «Haikú» (Con la participación de Rubén Albarrán) | 3:22     |  |
| 6.  | «La huida»                                       | 0:44     |  |
| 7.  | «Inventa»                                        | 2:27     |  |
| 8.  | «Corcél»                                         | 3:22     |  |
| 9.  | «Una nota que cae»                               | 3:41     |  |
| 10. | «Malecón»                                        | 3:18     |  |
| 11. | «Construcción»                                   | 2:07     |  |
| 12. | «Atróz»                                          | 4:14     |  |
| 13. | «San Miguel»                                     | 2:56     |  |
| 14. | «Centella»                                       | 5:30     |  |

## Créditos
Escrito, arreglado y producido por La Barranca:
- José Manuel Aguilera: voz y guitarras.
- Federico Fong: bajo y piano.
- Alfonso André: percusión y armonías.
- Eduardo del Águila: sonido.

Con: 
- Jorge Cox Gaytan: solo de viola en «Nueva vida».
- Mónica del Águila: chelos en «Gracia plena».
- Rubén Albarrán: voz en «Haikú».
- Muna Zul: coros en «Una nota que cae» y Malecón».
- Magali Aguilera: piano en «Una nota que cae».
- Rubén Cifuentes: trombones en «Atróz».
- Eduardo del Águila: copas de agua en «San Miguel».

Grabado y mezclado en el Submarino del Aire, Ciudad de México por Eduardo del Águila.
Guitarras eléctricas grabadas en El Potrero D.F., por JM Aguilera y Eduardo del Águila.
Piano en Nueva vida grabado en El Potrero Miami, por F. Fong.
Masterizado:		Harris Newman en Grey Market Mastering, Montreal.
Arte Portada:
			Diseño, tipografía Gilberto Martínez
			San Miguel Arcángel grabado de Joel Rendón
			Diablo óleo de Enrique Alcaraz
			Foto máscaras Brenda Tizcareño
			Tratamiento digital Alfonso André
			Instantáneas José Manuel Aguilera y Gilberto Martínez
Gracias a:
Capitán Beyond, Yamil Rezc, Job Vázquez, Julián André, Carlos Maya de Adobo Productions, Ángeles, Ricardo Ochoa, Demián Gálvez; y a Concepción Uribe, por supuesto.
Saludos a Pepe Perro, donde quiera que esté.
El Corazón del Instante es el título de un libro de Alberto Blanco.
Alfonso André usa baterías Yamaha y baquetas Vic Firth.
José Manuel usa guitarras acústicas Godin y telecaster Castellanos.